# Lucas Eriksson
Lucas Eriksson, född 10 april 1996 i Gånghester i Borås kommun, är en svensk landsvägscyklist som tävlar för schweiziska Tudor Pro Cycling Team. Han har blivit svensk mästare i linjelopp fyra gånger (2018, 2019, 2022, 2023).
Lucas är bror till tävlingscyklisten Jacob Eriksson.

## Karriär

### Tidiga år
Eriksson är född och uppvuxen i Gånghester och började med cykling som femåring. Som ung spelade han även ishockey och fotboll men valde som 14-åring att enbart satsa på cyklingen. Eriksson tävlade som ung i mountainbike men i samband med att han började på cykelgymnasiet i Skara blev det allt mer fokus på landsvägscykling.

### Junior
2013 vann Eriksson bergstävlingen i Trofeo Karlsberg, en tävling som ingick i världscupen för juniorer UCI Junior Nations' Cup. Han avslutade året med en sjätte plats i linjeloppet vid junior-VM i Florens. Under 2013 blev han även svensk juniormästare vid SM i cykelcross.
Eriksson inledde säsongen 2014 med en åttonde plats i Paris–Roubaix Juniors. I maj 2014 vann han en etapp i Course de la Paix Juniors. Följande månad slutade Eriksson tvåa i tempoloppet vid junior-SM bakom Hampus Anderberg. I juli vann han bergstävlingen i GP Général Patton. Eriksson avslutade året med en sjunde plats i linjeloppet vid junior-VM i Ponferrada.

### 2015–2018: Första proffslaget
Inför säsongen 2015 blev Eriksson klar för det nystartade svenska proffslaget 	
Team Tre Berg–Bianchi. Hans bästa resultat under året blev en sjätte plats i danska Skive–Løbet. Under 2016 slutade Eriksson på nionde plats i etapploppet Tour de Bretagne. Vid SM 2016 slutade han på sjätte plats i linjeloppet och blev samtidigt svensk U23-mästare. Under 2016 vann Eriksson även mountainbiketävlingen Cykelvasan.
Efter att under sommaren 2016 fått sparken från Team Tre Berg–Bianchi blev Eriksson inför säsongen 2017 klar för nederländska SEG Racing Academy. Det blev dock inga nämnvärda resultat för hans del under säsongen. 2018 blev Eriksson klar för svenska Motala AIF CK. Under året blev han svensk mästare i linjeloppet vid SM samt slutade på femte plats i linjeloppet vid U23-EM. Under 2018 slutade Eriksson även bland annat fyra i Skandisloppet, sexa i etapploppet Tour of Estonia, sjua i norska Ringerike GP, nia i danska GP Horsens och tia i danska Himmerland Rundt. Han blev även utsedd till "Årets Postcyklist" 2018.

### 2019–2022: Andra proffssejouren
Inför säsongen 2019 blev Eriksson klar för sin andra sejour som proffs då han skrev på för danska Riwal Readynez Cycling Team. I mars slutade han på tionde plats i GP Industria e Artigianato di Larciano. I juni försvarade Eriksson sitt guld i linjelopp vid SM. I slutet av året startade han tillsammans med sin bror Jacob Eriksson cykelklubben Gånghester CK att tävla för i nationella tävlingar.
I mars 2020 drabbades Eriksson av en hjärtmuskelinflammation och avstå cyklandet i tre månader. Säsongens enda topplacering kom vid SM 2020, där det blev en tredje plats i linjeloppet. Vid SM 2021 blev det ytterligare en tredje plats i linjeloppet. I augusti 2021 slutade Eriksson på åttonde plats i etapploppet Tour of Norway samt på tionde plats i etapploppet Danmark runt. I oktober slutade han på tredje plats i norska Lillehammer GP. Samma månad avslutade Eriksson sedan säsongen med att ta sin första internationella seger i det franska etapploppet Circuit des Ardennes, där han även vann den första etappen.
I april 2022 vann Eriksson det franska etapploppet Circuit des Ardennes för andra raka gången. I slutet av samma månad råkade han ut för en krasch och bröt nyckelbenet. I juni tog Eriksson sitt tredje guld i linjelopp vid SM. Under året vann han även totaltävlingen i det franska etapploppet Kreiz Breizh Elites samt slutade på nionde plats i Lillehammer GP. Eriksson tilldelades även BT-plaketten för sina insatser under säsongen 2022.

### 2023–: Nytt proffslag
Inför säsongen 2023 blev Eriksson och hans bror Jacob Eriksson klara för det schweiziska proffslaget Tudor Pro Cycling Team. I juni tog han sitt fjärde guld och försvarade sitt guld från föregående år i linjeloppet vid SM. Under året slutade Eriksson även på tionde plats i Rund um Köln.

## Meriter

### Landsväg
2013
 Vinnare av bergstävlingen i Trofeo Karlsberg
6:a i linjelopp för juniorer vid VM
2014
Vinnare av etapp 3 i Course de la Paix Juniors
 Vinnare av bergstävlingen i GP Général Patton
2:a i tempolopp för juniorer vid SM
7:a i linjelopp för juniorer vid VM
8:a i Paris–Roubaix Juniors
2015
6:a i Skive–Løbet
2016
 Svensk U23-mästare i linjelopp vid SM
9:a totalt i Tour de Bretagne
2018
 Svensk mästare i linjelopp vid SM
4:a i Skandisloppet
5:a i linjelopp vid U23-EM
6:a totalt i Tour of Estonia
7:a i Ringerike GP
9:a i GP Horsens
10:a i Himmerland Rundt
2019
 Svensk mästare i linjelopp vid SM
10:a i GP Industria e Artigianato di Larciano
2020
3:a i linjelopp vid SM
2021
 Vinnare totalt i Circuit des Ardennes
Vinnare av etapp 1
3:a i linjelopp vid SM
3:a i Lillehammer GP
8:a totalt i Tour of Norway
10:a totalt i Danmark runt
2022
 Svensk mästare i linjelopp vid SM
 Vinnare totalt i Circuit des Ardennes
 Vinnare totalt i Kreiz Breizh Elites
9:a i Lillehammer GP
2023
 Svensk mästare i linjelopp vid SM
10:a i Rund um Köln

### Cykelcross
2013
 Svensk juniormästare vid SM

### Mountainbike
2016
Vinnare i Cykelvasan